# Paasvere
Paasvere är en ort i Estland. Den ligger i Laekvere kommun och landskapet Lääne-Virumaa, i den centrala delen av landet, 120 km öster om huvudstaden Tallinn. Paasvere ligger 94 meter över havet och antalet invånare är 207.
Terrängen runt Paasvere är platt. Runt Paasvere är det mycket glesbefolkat, med 5 invånare per kvadratkilometer. Närmaste större samhälle är Avinurme, 15,5 km sydost om Paasvere. Omgivningarna runt Paasvere är en mosaik av jordbruksmark och naturlig växtlighet.